# Lampropterus narcissus
Lampropterus narcissus är en skalbaggsart som först beskrevs av Abeille de Perrin 1881.  Lampropterus narcissus ingår i släktet Lampropterus och familjen långhorningar. Inga underarter finns listade i Catalogue of Life.